# Ommatius recurvus
Ommatius recurvus är en tvåvingeart som beskrevs av Martin 1964. Ommatius recurvus ingår i släktet Ommatius och familjen rovflugor.
Artens utbredningsområde är Madagaskar. Inga underarter finns listade i Catalogue of Life.